# Gesundheits-Zeitung
Die Gesundheits-Zeitung erschien in Wien in den Jahren 1836 bis 1840 und ist der Nachfolger der Populären Gesundheits-Zeitung. Die zunächst öffentlich herausgegebene Zeitung hatte ein Format von 8°. Ab 1837 erschien die Zeitung zweimal wöchentlich.

## Impressum
Herausgeber und Redakteur war zunächst Anton Dominik Bastler. Ab 1837 H.H. Beer. Gedruckt wurde die Zeitung von J.P. Sollinger. 